# Окраинка (Костанайская область)
Окраинка (каз. Окраин) — село в Денисовском районе Костанайской области Казахстана. Входит в состав Приреченского сельского округа. Находится примерно в 33 км к северо-западу от районного центра, села Денисовка. Код КАТО — 394059200.

## Население
В 1999 году население села составляло 452 человека (223 мужчины и 229 женщин). По данным переписи 2009 года, в селе проживали 423 человека (205 мужчин и 218 женщин).